# Fred Kleinberg
Fred Kleinberg, né le 19 mars 1966 à Paris, est un artiste peintre et graveur français. Il vit et travaille à Paris.

## Biographie
Né le 19 mars 1966 à Paris, Fred Kleinberg suit la formation des Beaux-Arts de Paris en 1982, dans l'atelier de Pierre Alechinsky. Il expose son travail de peintre depuis 1983 au niveau international, concevant son œuvre comme une succession de projets thématiques.
En 1986, il fonde avec le plasticien Aurèle et le musicien Mano Solo, le groupe Portenawak et ils exposent à New York.
En 1999, il rencontre l’artiste peintre Emmanuelle Renard ; ils forment ACTE II, un groupe de travail et de recherche, pour lequel le voyage devient vite essentiel, notamment avec de longs séjours en Inde. Au cours de ces séjours naît le projet « Made in India » qui, après la catastrophe provoquée par le tsunami du 26 janvier 2004, donne notamment lieu à la réalisation, dans un atelier à Pondichéry, d'une fresque sur papier de 18 mètres de long sur 1,30 mètre de haut, en noir et blanc, en guise de témoignage du drame. « La mer lui rend un rouleau de papier marqué par le sel et l’eau, il trouve quelques pastels et, dans une économie de moyens radicale, réalise une œuvre de l’ampleur du sinistre qu’elle dépeint : des personnages affolés, emportés par des bourrasques de vent […]. » De retour à Paris, des séries de peintures seront réalisées sur les expériences indiennes, donnant lieu à plusieurs expositions.
En 2015-2016, il séjourne au camp de rétention de Lesbos, en Grèce, puis à la « jungle de Calais », alors plus grand bidonville d’Europe, pour une enquête de terrain sur la question des migrants, qui aboutit à la série « Odyssée », présentée en 2017.
L'œuvre de Fred Kleinberg est présentée dans des collections privées, des galeries et des institutions publiques. Ses principales expositions retracent ses séries thématiques : « La mémoire au corps » à la fondation Coprim à Paris en 1999 ; « D’obscénité et de fureur » au Passage de Retz à Paris en 2002 ; « Made in India » à Koehnline Museum of Art à Chicago en 2006 ; « Baroque Flesh » à la galerie Polad-Hardouin à Paris en 2011 ; « Territoire d’héroïsme et de fureur », sa première exposition rétrospective, à la galerie Messine à Paris en 2012 ; « Reborn project » à la galerie Frank Pages à Genève, Suisse en 2015 ; « Odyssée » à la foire ART Élysées à Paris en tant qu’invité d’honneur en 2017.

### Résidences
Artiste globe-trotter, Fred Kleinberg a effectué de multiples résidences d’artiste : à la Villa Médicis à Rome en 1996-1997 (en collaboration avec la romancière Kits Hilaire), au musée d'art contemporain de Moscou en 2001, à l'Art Résidence of Pondichéry (« ON AIR ») en 2004 en Inde, en Chine en 2010 en collaboration avec la Hong Merchant Gallery de Shanghai, en 2012-2014 au sein du groupe Manutan/Altavia et, en Inde en 2018, au sein de l’université de Santiniketan.

### Prix
- 2014 : 1er prix du concours international d’art contemporain de Monte-Carlo
- 2009 : Prix de peinture de la fondation Taylor
- 2008 : Prix de peinture de la fondation Charles-Oulmont[8]
- 2000 : Prix de la fondation Coprim, Paris

## Expositions (sélection)

### Expositions personnelles
- 2021
  - « Les années indiennes (2000-2010) », Loo & Lou Gallery, Paris[4]
- 2019
  - « Germination », Loo & Lou Gallery, Paris[9]
- 2017
  - « Odyssée », solo show, ART Élysée, Paris
  - « Reborn Project II », galerie Messine, Paris
  - « Portrait », galerie nationale, Dubaï
- 2016
  - « Face to Face », galerie nationale, Dubaï
  - « Reborn génération », musée Krajcberg, Paris
- 2015
  - « Reborn project », galerie Frank Pagès, Genève
  - « Du paysage à l’intime », galerie Adriano Ribolzi, Monaco
- 2012
  - « Territoire d’héroïsme et de fureur », galerie Messine & Galerie Polad-Hardouin, Paris
  - « Chinese feast », Wei Wei Gallery, Pékin
- 2011
  - « Chinese feast », Hong Merchant Gallery, Shanghai
  - « Baroque flesh », galerie Polad-Hardouin, Paris
  - « Icon », galerie Rémy Bucciali, Colmar
  - « On stage », Espace Cosmopolis, Nantes
- 2010
  - « Sur les grands airs de Richard Wagner », performance picturale sur scène, Cité des congrès de Nantes
  - Collaboration avec l’atelier Rémy Bucciali, réalisation d’estampes, Colmar
  - « Monstre-toi », galerie Polad-Hardouin, Paris
- 2008
  - ACTE II « Made in India », Artseefld galerie, Zurich
  - UP’ART galerie, Bruxelles
  - « Art français », The Art Center Highand Park & ThinkArt Gallery, Chicago
- 2007
  - « 7EVEN », ThinkArt Gallery, Chicago
- 2006
  - ACTE II « Made in India », galerie Le rire bleue, Figeac
  - ACTE II « Made in India », galerie P. Friedland & A. Rivault[10] & Espace Univer[11], Paris
  - ACTE II « Made in India », Koehnline Museum of Art, Chicago
  - ACTE II « Made in India », galerie Sellem, Paris
- 2004
  - « At Barbés », galerie P. Friedland & A. Rivault, Paris
  - « Moscou, Travel Journal », galerie Saint-Germain, Los Angeles
- 2003
  - Galerie Vorbe Fallet, Genève
- 2002
  - ACTE II « D’obscénité et de fureur », centre d’art contemporain, Niort
  - ACTE II « D’obscénité et de fureur », Passage de Retz, Paris
  - ACTE II « D’obscénité et de fureur », galerie F. Vecchio, Cannes
  - ACTE II « D’obscénité et de fureur », galerie Sommer & Stebel, Allemagne
  - « Retour de Moscou », hôtel d’Albret, direction des affaires culturelles, Paris
- 2001
  - Galerie Zloto, Allemagne
- 2000
  - « La mémoire au corps », centre d’art contemporain, Bar-le-Duc
  - « Autoportrait », galerie Koralewski, Paris
- 1999
  - « La mémoire au corps », fondation Coprim, Paris
- 1998
  - Galerie Éric de Montbel, Paris
- 1997
  - « Vu de l’intérieur », galerie Éric de Montbel, Paris
- 1996
  - « La fosse aux astres », galerie Éric de Montbel, Paris
  - « Fragment », Espace Paul-Ricard, Paris

### Expositions collectives
- 2011
  - « Parade II », galerie Polad-Hardouin, Paris
  - « Flashback », galerie Polad-Hardouin, Paris
  - ArtParis, galerie Rémy Bucciali, Grand Palais, Paris
  - Art Karlsruhe, galerie Rémy Bucciali, Allemagne
  - Salon international de l’estampe, galerie Rémy Bucciali, Grand Palais, Paris
- 2010
  - « Riders », galerie Polad-Hardouin, Paris
  - « Parade », galerie Polad-Hardouin, Paris
- 2009
  - « Holy destruction », galerie Polad-Hardouin, Paris
  - « Le festin de la bête », galerie Polad-Hardouin, Paris
  - « Scope Art fair », galerie Polad-Hardouin, Londres
  - « Art élysée », galerie Polad-Hardouin, Paris
  - « Estampes », UP’ART galerie, Bruxelles
  - « Dessin », UP’ART galerie, Bruxelles
  - Salon Comparaison, Grand Palais, Paris
- 2007
  - Bridge Art Fair London, THINKART& Laurie Glenn Gista Gallery, Chicago
  - Bridge Art Fair Miami, THINKART& Laurie Glenn Gista Gallery, Chicago
  - Galerie ART VALLEY, château de Larçay
  - « Tour de chauffe », céramiques d’artistes, Espace Univer, Paris
- 2006
  - « Go », galerie P. Friedland & A. Rivault, Paris
  - « Group show », galerie Saint-Germain, Los Angeles
- 2005
  - « Autoportrait », centre d’art contemporain, Niort
  - « Drôle de bête », galerie P. Friedland & A. Rivault, Paris
  - « Group show », galerie Saint-Germain, Los Angeles
  - « Aparté », galerie P. Friedland & A. Rivault, Chicago
- 2004
  - « Peinture A histoire… », musée des Beaux-Arts et d'Archéologie de Besançon
  - « Rendez-vous », galerie P. Friedland & A. Rivault, Paris
- 2003
  - « Animal et territoire », Artsenat, orangerie du Sénat, Paris
  - « Estampes », Institut français, Hambourg
  - Biennale internationale de la gravure contemporaine, Paris
- 2002
  - Galerie Michelle Broutta, Paris
  - Galerie Lacerte, Montréal
  - Galerie P. Friedland & A. Rivault, Paris
- 2001
  - Passage de Retz, galerie P. Friedland & A. Rivault, Paris
  - Galerie Zloto, Allemagne
  - « Présence et trace », galerie Vorbe Fallet, Genève
  - Galerie Michelle Broutta, Paris
  - « Tempête sous un crâne », galerie V. Cueto, Paris
- 2000
  - « L’automne des transis », centre d’art contemporain, Bar-le-Duc
  - Fondation Schlumberger, Espace Lhomond, Paris
  - Galerie Michelle Broutta, Paris
- 1999
  - « À corps perdu, accord retrouvé », galerie CIACC, Paris
  - « Ses livres différents », galerie Michelle Broutta, Paris
- 1998
  - Réalisation du film Effet de vitrine
  - Salon de Montrouge[12]
  - « Le Livre d’artiste », galerie Michelle Broutta, Paris
- 1997
  - Centre d’art contemporain, Saint-Priest
  - Centre d’art contemporain, Oyonnax
  - Salon Grands et jeunes d’aujourd’hui, Paris
  - « Le livre d’artiste », galerie Michelle Broutta, Paris
- 1996
  - « Pages », Les filles du calvaire art contemporain, Paris
  - « START », galerie Éric de Montbel, Strasbourg
  - « Le livre d’artiste », galerie Michelle Broutta, Paris
  - « ARCO », Foire internationale d'art contemporain, Madrid
  - « Estampa », Foire internationale de la gravure, Madrid
  - « Les livres – objets de peintres », Espace Paul-Ricard, Paris
  - « Prix de la fondation », fondation Coprim, Paris
  - Galerie Éric de Montbel, Paris
  - « Un siècle de collage », La Galerie, Paris

## Publications
- 2017 : Art, Paix, Engagement, éditions AREA, no 32/33
- 2012 : Territoires d’héroïsme et de fureur, entretiens avec Patrick Le Fur, textes de Jean-Luc Chalumeau, Françoise Monnin, Emmanuel Daydé, Itzhak Goldberg, Grenoble, Critère Edition, coll. « In vivo »  (ISBN 978-2-917829-61-5)
- 2006 : ACTE II Made in India, avec Emmanuelle Renard, préface de Jean-Luc Chalumeau et de la romancière indienne Arundhati Roy, illustrations de Sam Burkart, photographies de Bertrand Rieger (avec un DVD), Gand, Éditions Snoeck  (ISBN 90-5349-603-3)
- 2003 : Animal et territoire, Artsenat, Tiempo éditions
- 2000 : L’Automne des transis, éditions du conseil général de la Meuse, préface de Françoise Monnin

#### Catalogues d'exposition
- La Mémoire au corps, Fondation Coprim, préface d'Itzhak Goldberg, 2000.
- ACTE II D’obscénité et de fureur, galerie P. Friedland & A. Rivault, préface d'Itzhak Goldberg, 2001.
- Peinture 2001, galerie P. Friedland & A. Rivault, préface de Emmanuel Daydé, 2001.
- Holy destruction, galerie Polad-Hardouin, préface de Philippe Dagen, 2009.
- Baroque Flesh, galerie Polad-Hardouin, préface de Françoise Monnin, 2012.
- Odyssée, ART Élysées, texte de Jack Lang, 2017.

#### Hors-série magazines
- Fred Kleinberg. Odyssée, textes de Georges Didi-Huberman, Jack Lang, Dominique Attias, Itzhak Goldberg, Patrick Le Fur, Françoise Monnin, Rafael Pic, Emmanuel Pierrat, Françoise Sivignon et Jeanette Zwingenberger, Artension, 2017, 64 pages (lire sur calameo.com).
- Beaux Arts Magazine, éditions Beaux-Arts, textes de Claude Mollard, Jeanette Zwingenberger, 2016.